# 226

226(이백이십육)은 225보다 크고 227보다 작은 자연수다.

## 수학
- 합성수로, 그 약수는 1, 2, 113, 226이다. 진약수의 합은 116이므로, 226은 부족수다.
  - 76번째 반소수다. 앞의 반소수는 221, 다음 반소수는 235다.
- 10번째 중심있는 오각수다. 앞의 중심있는 오각수는 181, 다음은 276이다.
- {\displaystyle 15^{4}-1}은 226으로 나누어떨어진다.
- 226은 제프리 아론손의 수열에도 해당된다.

## 과학
- NGC 226: 안드로메다자리 방향에 있는 나선 은하.

## 교통

### 철도
- 서울 지하철 2호선 사당역의 역번호.
- 부산 도시철도 2호선 감전역의 역번호.
- 대구 도시철도 2호선 두류역의 역번호.

### 도로
- 고속도로 및 국도
  - 아우토반 226호선(영어판, 독일어판): 독일의 고속도로.
  - 일본 226번 국도: 가고시마현 미나미사쓰마시에서 가고시마시까지 이어지는 일본의 국도.
- 기타 도로
  - 현도 제226호선

## 군사
- U-226(영어판, 독일어판): 제2차 세계 대전에 사용된 나치 독일의 군용 잠수함.

## 문화유산
- 대한민국의 국보 제226호: 창경궁 명정전
- 대한민국의 보물 제226호: 여주 신륵사 다층전탑
- 대한민국의 사적 제226호: 강화 덕진진

## 방송
- 지니 TV의 폴라리스TV 채널 번호.
- B tv의 오라이프 채널 번호.
- U+ TV의 캐나다 방송인 러브 네이처 채널 번호.
- LG헬로비전의 플레이런TV 채널 번호.
- B tv 케이블의 BBS 불교방송 채널 번호.
- KT HCN의 한경아르떼TV 채널 번호.

## 기타
- 날짜: 2월 26일
- 연도: 226년, 기원전 226년
- 대한민국의 기초자치단체는 226개다.